# Fahrradfreundliche Kommune
Die Auszeichnung Fahrradfreundliche Kommune wird von einzelnen Bundesländern vergeben. Der Begriff Fahrradfreundliche Stadt wurde von Konrad Otto-Zimmermann, damals Mitarbeiter beim Umweltbundesamt in den frühen 1980er Jahren eingeführt. Nordrhein-Westfalen war dann das erste Bundesland, in dem 1993 eine Arbeitsgemeinschaft fahrradfreundlicher Städte gegründet wurde.

## Nordrhein-Westfalen
In Nordrhein-Westfalen berechtigt die Aufnahme als Mitglied im Arbeitsgemeinschaft fußgänger- und fahrradfreundlicher Städte, Gemeinden und Kreise in Nordrhein-Westfalen (AGFS) zum Tragen des Titels „Fahrradfreundliche Stadt“. Die Aufnahme erfolgt für sieben Jahre, danach findet eine erneute Prüfung statt.
Eines der Aufnahme-Kriterien ist die kommunalpolitische Zielsetzung, den Anteil der Nahmobilität auf 60 % des Gesamtverkehrsaufkommen anzuheben.
Ende 2022 gibt es in NRW 98 Mitgliedskommunen.

## Baden-Württemberg
In Baden-Württemberg wird die Auszeichnung „Fahrradfreundliche Kommune“ vom Land verliehen. Voraussetzung für eine Verleihung ist u. a. die Mitgliedschaft in der Arbeitsgemeinschaft Fahrradfreundlicher Kommunen in Baden-Württemberg (AGFK-BW).
Die Landes-Arbeitsgemeinschaft wurde Anfang 2010 gegründet und im Jahr 2011 wurden die ersten Kommunen in Baden-Württemberg ausgezeichnet.
Nach fünf Jahren muss die Auszeichnung erneuert werden.
Mitglied in der AGFK-BW sind über 100 Kommunen und Kreise.

## Bayern
Die Arbeitsgemeinschaft fahrradfreundliche Kommunen in Bayern (AGFK Bayern) wurde von 38 Kommunen  Anfang 2012 gegründet.
Die Aufnahme in die AG erfolgt zunächst auf vier Jahre. Innerhalb dieser Zeit wird über die Verleihung der Auszeichnung „Fahrradfreundliche Kommune in Bayern“ entschieden. Die Verleihung selbst erfolgt auf Vorschlag der Arbeitsgemeinschaft durch das Staatsministerium des Innern. Sieben Jahre nach der Verleihung gibt es eine erneute Prüfung.
Ende 2017 gab es 61 Mitgliedskommunen, Ende 2022 sind es über 100.

## Mecklenburg-Vorpommern
Im nordöstlichen Bundesland besteht eine AGFK mit Sitz bei der Stadtverwaltung in Rostock. Mitglieder der AGFK sind die größeren Städte Schwerin, Rostock, Greifswald, Stralsund, Neustrelitz, Wismar, Grevesmühlen, der Landkreis Nordwestmecklenburg, vier Ämter und weitere Kommunen. Bis 2022 war der Oberbürgermeister von Rostock, Claus Ruhe Madsen Vorsitzender, seitdem ist es Andreas Grund, Bürgermeister in Neustrelitz.

## Niedersachsen/Bremen
Seit 2015 gibt es in Niedersachsen die Möglichkeit, sich als „Fahrradfreundliche Kommune Niedersachsen“ zertifizieren zu lassen.
Zuvor gab es einen Wettbewerb „Landespreis Fahrradfreundliche Kommune“, der von 2002 bis 2015 an 12 Kommunen und Kreise vergeben wurde.
Der Arbeitsgemeinschaft Fahrradfreundliche Kommunen Niedersachsen/Bremen (AGFK Niedersachsen/Bremen) gehören 50 Kommunen an, darunter alle niedersächsischen Großstädte außer Salzgitter sowie Bremen, die nach eigenen Angaben 69 % der Bevölkerung umfassen.

## Thüringen
Die Arbeitsgemeinschaft Fahrradfreundliche Kommunen Thüringen (AGFK-TH) wurde Ende 2013 gegründet und hat Anfang 2017 aus neun Kommunen und vier Landkreisen bestanden.

## Brandenburg
Im Mai 2015 wurde die Arbeitsgemeinschaft Fahrradfreundliche Kommunen Brandenburg (AGFK BB) gegründet. Gründungsmitglieder waren neun Städte und vier Landkreise.

## Sachsen-Anhalt
Im November 2019 wurde die Arbeitsgemeinschaft Fahrradfreundliche Kommune Sachsen-Anhalt gegründet. Zu den Gründungsmitgliedern gehören 36 Kommunen.